# Sioux City Musketeers
Sioux City Musketeers är ett amerikanskt juniorishockeylag som spelar i United States Hockey League (USHL) sedan 1972 när laget grundades. De spelar sina hemmamatcher i inomhusarenan Gateway Arena inne i komplexet Tyson Events Center, som har en publikkapacitet på 6 731 sittplatser och 2 769 ståplatser vid ishockeyarrangemang, i Sioux City i Iowa. Musketeers har vunnit tre Anderson Cup, som delas ut till det lag som vinner USHL:s grundserie, för säsongerna 1981–1982, 1985–1986 och 2016–2017 och tre Clark Cup, som delas ut till det lag som vinner USHL:s slutspel, för säsongerna 1981–1982, 1985–1986 och 2001–2002.
De har fostrat spelare som Brock Boeser, Justin Bostrom, Chris Butler, Ryan Carpenter, Kyle Criscuolo, Stéphane Da Costa, Danny DeKeyser, Philip DeSimone, Ruslan Fedotenko, Sam Gagner, John Grahame, Kevin Gravel, Jake Guentzel, Seth Helgeson, Steven Kampfer, Michael Kapla, Tim Kennedy, Rostislav Klesla, Max McCormick, Travis Oleksuk, Max Pacioretty, Neal Pionk, Jordan Schmaltz, Travis Turnbull och Jeff Zatkoff.